# 副主席
副主席是機構或委員會的「副職」，一般設一到幾位不等。作為第二把交椅，地位僅次於主席，主席出缺或不能履行職務時可代理其職務。
公司或集團負責人的副手一般稱為「副董事長」或「董事會副主席」等，有時候會兼任總裁、CEO或董事總經理等職務，負責具體行政工作。
中華人民共和國、越南、老撾設有國家副主席作為備位國家元首，此職一般不具有實權。